# Ko Yao (huyện)
Ko Yao (tiếng Thái: เกาะยาว) là một huyện (amphoe) ở tỉnh Phang Nga miền nam Thái Lan.

## Lịch sử
Tiểu huyện (King Amphoe) Ko Yao được thành lập năm 1903 và thuộc huyện Mueang Phang Nga. Ngày 1 tháng 1 năm 1988, đơn vị này đã được nâng cấp thành huyện.

## Địa lý
Huyện này nằm trên nhiều đảo của quần đảo Ko Yao trong vịnh Phang Nga, gần đảo Phuket. Hai đảo chính của huyện là Ko Yao Yai và Ko Yao Noi.
Mũi phía bắc của các đảo thuộc Vườn quốc gia Ao Pang Nga.

## Hành chính
Huyện này được chia thành 3 phó huyện (tambon), các đơn vị này lại được chia ra thành 18 làng (muban). Ko Yao là thị trấn (thesaban tambon) nằm trên một phần của tambon Ko Yao Noi. Có 3 Tổ chức hành chính tambon. 
| \| STT \| Tên \| Tên tiếng Thái \| Số làng \| Dân số \| \| \| 1. \| Ko Yao Noi \| เกาะยาวน้อย \| 7 \| 4.644 \| \| \| 2. \| Ko Yao Yai \| เกาะยาวใหญ่ \| 4 \| 2.551 \| \| \| 3. \| Phru Nai \| พรุใน \| 7 \| 5.549 \| \| | Map of Tambon |                |         |        |  |
| STT | Tên           | Tên tiếng Thái | Số làng | Dân số |  |
| 1. | Ko Yao Noi    | เกาะยาวน้อย     | 7       | 4.644  |  |
| 2. | Ko Yao Yai    | เกาะยาวใหญ่     | 4       | 2.551  |  |
| 3. | Phru Nai      | พรุใน           | 7       | 5.549  |  |